# Distributed coordination function
Distributed coordination function – podstawowa technika dostępu do medium transmisyjnego stosowana w standardzie IEEE 802.11, wykorzystująca protokół CSMA/CA. Stosowany jest w celu uniknięcia kolizji podczas nadawania, czyli sytuacji w której nadaje kilka stacji jednocześnie.

## Zasada działania
Zanim stacja rozpocznie nadawanie danych, nasłuchuje, czy medium transmisyjne jest wolne. Jeżeli nie jest to odwleka transmisję na później. Jeżeli medium jest wolne to zanim zacznie nadawać, oczekuje jeszcze przez pewien określony czas, nazwany DIFS. Po upłynięciu tego czasu nadaje ramkę i zaczyna oczekiwać na potwierdzenie od odbiorcy – jeżeli potwierdzenie zostanie otrzymane oznacza to, że transmisja była poprawna.
Istnieją cztery rodzaje długości opóźnienia stosowane w standardzie:
- Short Inter Frame Space (SIFS) – najkrótsze opóźnienie stosowane dla wiadomości o wysokim priorytecie. Zapewniają stacji pierwszeństwo w dostępie do medium transmisyjnego
- Point Coordination Inter Frame Space (PIFS) – średnie opóźnienie wykorzystywane przez Access Point do uzyskania dostępu do medium transmisyjnego przed innymi stacjami (chyba że pozostałe stacje wysyłają priorytetowe wiadomości)
- Distributed Inter Frame Space (DIFS) – długie opóźnienie wykorzystywane przez stację, która chce rozpocząć nadawanie
- Extended Inter Frame Space (EIFS) – najdłuższe opóźnienie wykorzystywane przez stację, która odebrała pakiet, którego nie potrafi zinterpretować.